# 刘克利
刘克利（1956年9月—），湖南汨罗人。湖南大学1977级毕业。曾任中國共產黨湖南大学党委书记，也是湖南大學教授、博士生导师和湖南大學法治與人權研究中心名譽主任，並曾擔任期刊《大學教育科學》編輯部主編，主要的專業學科是經濟學。
中共湖南省委第九届委员会委员、湖南省人大常委会委员；兼任中国机械工业联合会副会长、全国党的建设研究会第五届理事会理事、湖南省思想政治工作研究会副理事长、湖南省邓小平理论研究基地暨湖南大学邓小平理论和“三个代表”重要思想研究中心主任、《大学教育科学》编委会主任。2000年经国务院批准为享受政府特殊津贴专家。

## 官方简历
- 1982年1月本科毕业于湖南大学无机化学工程专业并留校工作。
- 1988年6月硕士研究生毕业于湖南大学管理工程专业并获硕士学位。
- 1994年12月任湖南大学副校长。
- 1997年7月任中共湖南大学委员会常务副书记兼副校长。
- 2000年4月至2016年1月任中共湖南大学委员会书记[1]。